# Coenosia mimilongipeda
Coenosia mimilongipeda är en tvåvingeart som beskrevs av Li, Feng och Xue 1999. Coenosia mimilongipeda ingår i släktet Coenosia och familjen husflugor.
Artens utbredningsområde är Yunnan (Kina). Inga underarter finns listade i Catalogue of Life.